# Luling (Luisiana)
Luling es un lugar designado por el censo ubicado en la parroquia de St. Charles en el estado estadounidense de Luisiana. En el Censo de 2010 tenía una población de 12119 habitantes y una densidad poblacional de 191,15 personas por km².

## Geografía
Luling se encuentra ubicado en las coordenadas 29°53′54″N 90°21′12″O / 29.89833, -90.35333. Según la Oficina del Censo de los Estados Unidos, Luling tiene una superficie total de 63.4 km², de la cual 60.35 km² corresponden a tierra firme y (4.81%) 3.05 km² es agua.

## Demografía
Según el censo de 2010, había 12119 personas residiendo en Luling. La densidad de población era de 191,15 hab./km². De los 12119 habitantes, Luling estaba compuesto por el 79.48% blancos, el 16.24% eran afroamericanos, el 0.28% eran amerindios, el 0.93% eran asiáticos, el 0.02% eran isleños del Pacífico, el 1.16% eran de otras razas y el 1.88% pertenecían a dos o más razas. Del total de la población el 4.4% eran hispanos o latinos de cualquier raza.